# Кампанія на Балтійському морі (1939—1945)
Кампанія на Балтійському морі (1939—1945) — військово-морська кампанія Другої світової війни, протистояння радянського РСЧФ з військово-морськими силами Третього Рейху та Фінляндії за комунікації і панування в акваторії Балтійського моря. Балтійський морський театр охоплював усі морські бойові та десантні операції, що відбувалися в басейні Балтійського моря, з вересня 1939 року по травень 1945 року. Кампанія була досить фрагментарною і в ній неодноразово зіштовхувалися кілька суперників: спочатку, у вересні-жовтні 1939 року, німецькі Крігсмаріне і польські ВМС воювали між собою в рамках німецького вторгнення в Польщу; з листопада 1939 року до березня 1940 року військово-морські сили Фінляндії і Радянського Союзу воювали між собою у так званій «Зимовій війні». З червня 1941 року німецький і фінський флоти взаємодіяли в протистоянні проти спільного ворога — радянського Балтійського флоту — до виходу Фінляндії з конфлікту у вересні 1944 року; після цього німецькі та радянські військово-морські сили продовжували спорадично стикатися один з одним до повного завершення бойових дій у травні 1945 року.
Зрештою, навесні 1945 року німецькі ВМС під командуванням грос-адмірала Карла Деніца змогли евакуювати майже 2,5 мільйона німецьких та балтійських цивільних і військових з балтійських берегів у безпечне місце на півночі Німеччини, незважаючи на енергійні спроби Радянського Союзу не допустити цього. Ця операція, остання для колись могутнього Крігсмаріне, стала найбільшою морською рятувальною операцією в історії. Німецький флот розпочав і завершив морську війну на Балтійському морі, підтримуючи німецьку армію у виконанні її оперативних завдань.
Балтійське море, маючи приблизно 1500 км завдовжки і 160—300 км завширшки, є досить вузьким водним басейном з мілководним і піщаним дном, і з цієї причини воно не стало ареною великих битв між головними протиборчими військово-морськими угрупованнями. З іншого боку, його акваторія стала ареною кількох зіткнень між формуваннями протиборчих сторін, обмежених кампаній підводних човнів проти торговельного судноплавства, малих і середніх десантних операцій, і, перш за все, інтенсивної мінно-вибухової боротьби на морському транспорті. До кінця війни такі райони, як Фінська затока або узбережжя Балтійських держав, були одними з найбільш замінованих вод конфлікту, і на їхнє очищення пішло кілька років. Воюючі сторони встановили понад 60 000 морських мін і протичовнових перешкод, що зробило мілководну Фінську затоку однією з найбільш щільно замінованих вод у світі.